# 166-й отдельный лыжный батальон
166-й отдельный лыжный батальон — воинская часть вооружённых сил СССР в Великой Отечественной войне.

## История
Батальон формировался с декабря 1941 года в Свердловске. При формировании батальон насчитывал в трёх ротах 560 человек.
В действующей армии с 1 февраля 1942 по 14 марта 1942 года.
В январе 1942 года направлен на Волховский фронт, поступил в распоряжение 2-й ударной армии.
Принимал участие в Любанской операции. В начале февраля 1942 года введён в прорыв, который был создан войсками 2-й ударной армии у Мясного Бора.
В ходе боёв февраля-марта 1942 года практически уничтожен.
14 марта 1942 года батальон был расформирован.

## Подчинение
| Дата            | Фронт (округ)    | Армия             | Корпус | Примечания |
| --------------- | ---------------- | ----------------- | ------ | ---------- |
| 01.02.1942 года | Волховский фронт | 2-я ударная армия | -      | -          |
| 01.03.1942 года | Волховский фронт | 2-я ударная армия | -      | -          |